# Грушвиця (річка)
Грушвиця, Грушевиця — річка у Ківерцівському та Маневицькому районах Волинської області, права притока Стиру (басейн Дніпра).

## Опис
Довжина річки приблизно 18 км. Висота витоку річки над рівнем моря — 191 м, висота гирла — 171 м, падіння річки — 20 м, похил річки — 1,12 м/км. Формується з багатьох безіменних струмків.

## Розташування
Бере початок на південній стороні від села Омельне. Тече переважно на північний захід і на північній околиці села Годомичі впадає в річку Стир, праву притоку Прип'яті. 
Населені пункти вздовж берегової смуги: Криничне, Ситниця. Річку перетинає автомобільна дорога Р14.